# Mera tenencia
Se alude a la mera tenencia, en Derecho, para hacer referencia a la posesión de un bien sin estar amparado por un título que habilite para dicha posesión (propiedad, arrendamiento, etc.), estando por ello la posesión en precario.
También es extensiva dicha alusión a los casos en los que no se ha probado el título posesorio (aunque este exista).

## Algunos casos de mera tenencia
Son ejemplos de mera tenencia:
- La posesión de un bien sin título que lo justifique.
- La posesión de un bien por permisividad del propietario, pero sin haber ningún derecho reconocido. Se puede asimilar a posesión "en precario".
- La posesión ilegal de un bien.

## Naturaleza jurídica
La imprecisión de la definición y la necesidad de una detentación efectiva del bien o derecho, llevan a la mayor parte de la doctrina a considerar la posesión como un hecho con efectos jurídicos. Si bien la posesión no es un derecho en sí, es necesaria una protección de la misma, de forma que un poseedor no se vea en la obligación de probar su título posesorio (el motivo por el cual posee lícitamente) cada vez que alguien intente interrumpir su posesión.

## Clases
Según la mayoría de la doctrina se puede diferenciar entre:
1. Posesión regulares aquella en donde se encuentra el justo título y la buena fe
2. posesión irregular es aquella donde faltan uno o los dos, es decir justo título y buena fe
3. Posesión legales la que por ley se estipula por ejemplo la del heredero o en materia de vivienda de interés social
4. posesión efectiva es la que declara el juez que lleva la sucesión para efectos de una posesión por parte de uno delegatarios de la herencia.
5. posesión definitiva está es la sentencia de adjudicación por el proceso de repartición
6. Posesión de buena fe la buena fe de la que hablamos en la posesión es calificada y se probara probar según las estipulaciones del código de derecho civil.
7. Posesión presunta, que es aquella que se tiene por imperio de la ley, con independencia de la voluntad y el conocimiento del poseedor, pero solo se aplica a la vivienda de interés social, cuando el arrendatario de un bien inmueble deja de pagar el canon de arrendamiento por 1 año.

## Protección de la posesión
En todos los ordenamientos jurídicos se ha convenido que la mera posesión es un derecho protegible en la medida que garantiza la paz social. Así, quien crea tener un derecho de posesión mejor que aquel que lo ejerce, debe acudir a los tribunales de justicia. Las legislaciones han incluido la figura del interdicto posesorio, que se presenta ante los tribunales, bien para evitar los actos que pudieran perturbar la paz de la posesión, bien aquellos que privan al poseedor del bien o derecho.
La posesión puede llevarse a cabo por muchos títulos posesorios diferentes: propiedad, arrendamiento, depósito, prenda, etc. Por lo tanto, la persona con derecho de posesión no tiene por qué ser siempre el propietario, sino que dependerá de cada caso concreto.
La protección de la posesión es provisional y supone una serie de presunciones en favor del titular: la buena fe, la posesión de los bienes muebles de aquel que posee el bien inmueble donde se encuentran y la continuidad.
La posesión tiene además un efecto especial: cuando es en concepto de dueño, pacífica e ininterrumpida durante un periodo de tiempo largo, permite la adquisición de la propiedad del bien: es lo que se conoce como usucapión.
- Datos: Q6010386